# Scorpiurium sendtneri
Scorpiurium sendtneri är en bladmossart som beskrevs av Fleischer 1920. Scorpiurium sendtneri ingår i släktet Scorpiurium och familjen Brachytheciaceae. Inga underarter finns listade i Catalogue of Life.